# Giuseppe Gasparo Mezzofanti
Giuseppe Gasparo Mezzofanti (ur. 17 września 1774 w Bolonii, zm. 15 marca 1849 w Rzymie) – włoski duchowny katolicki, kardynał, językoznawca i poliglota.

## Życiorys
Urodził się w Bolonii w rodzinie biednego cieśli. Studiował na Wydziale Teologicznym Uniwersytetu w Bolonii, który ze względu na wybitne zdolności ukończył wcześniej niż przeciętnie, tak że nie mógł, czego pragnął, wstąpić do stanu duchownego ze względu na zbyt młody wiek. Oczekując na osiągnięcie stosownego wieku, zajął się nauką języków orientalnych. Święcenia kapłańskie przyjął w 1797 roku. W tym też roku został profesorem języków semickich (arabskiego, hebrajskiego) na swoim macierzystym Uniwersytecie w Bolonii. Stanowisko to stracił następnie na skutek odmowy złożenia przysięgi wierności, wymaganej przez rząd Republiki Cisalpińskiej, która w owym czasie sprawowała władzę w Bolonii. Został wówczas kapelanem szpitali w Bolonii, co umożliwiło mu kontakt z ludźmi różnych narodowości i praktyczną naukę języków obcych, jakimi posługiwali się ranni i chorzy żołnierze tam przebywający.
W 1803 został asystentem bibliotekarza, a wkrótce potem wrócił na uniwersytet na stanowisko profesora, tym razem języków klasycznych i orientalnych. W 1806 roku odrzucił osobiste zaproszenie Napoleona do przyjazdu do Paryża, a w 1814 odmówił wyjazdu do Rzymu, co proponował mu papież Pius VII. Pozostał w Bolonii i opiekował się przyjezdnymi i imigrantami, którzy nie posługiwali się językiem włoskim, gdyż w 1808 stracił ponownie stanowisko profesora, które odzyskał dopiero w 1814 roku. W Bolonii pracował do 1831 roku. Jego uczniem był m.in. późniejszy archeolog, egiptolog i orientalista Ippolito Rosellini.
Na prośbę papieża Grzegorza XVI wyjechał w roku 1831 do Rzymu. Został wtedy członkiem Kongregacji Rozkrzewiania Wiary. W 1833 roku został mianowany kierownikiem Biblioteki Watykańskiej, a w 1838 – kardynałem i przewodniczącym Kongregacji Rozkrzewiania Wiary. Na tych stanowiskach, mając kontakty z ludźmi różnych narodowości, pogłębiał praktyczną znajomość różnych języków.
Znał 58 języków, w tym hebrajski (rabiniczny i biblijny), arabski, chaldejski, koptyjski, aramejski, ormiański, perski, turecki, albański, maltański, starogrecki i nowożytny grecki, łaciński, hiszpański, portugalski, francuski, niemiecki, angielski, czeski, iliryjski, polski, rosyjski, fiński, litewski, łotewski, węgierski, chiński, syryjski, amharski, hinduski, gudźarati, baskijski, rumuński, duński, holenderski.
Według C.W. Russela, biografa Mezzofantiego, kardynał wykorzystywał każdą okazję do nauki i podtrzymywania znajomości języków. Spotykał się z obcokrajowcami (również jako spowiednik) i często nawet sam aranżował spotkania z cudzoziemcami, którzy posługiwali się rzadko używanymi językami; gromadził słowniki, lektury, katechizmy i zbiory słownictwa. W rozmowach z przyjaciółmi Mezzofanti twierdził, że przy nauce języków jest ograniczona liczba punktów, na którą należy zwrócić uwagę i jeśli opanujemy te elementy, dalsza nauka przyjdzie z łatwością; gdy człowiek nauczy się pewnej liczby różniących się od siebie języków nie ma żadnych ograniczeń w poznawaniu następnych.
Został pochowany w kościele św. Onufrego w Rzymie.